# 通度寺
通度寺（： Tongdosa）位於慶尚南道梁山市，為韓國三大名寺（三寶寺）之一，為慈藏律師所創建，始建於新羅善德女王十五年（西元646年）。通度寺在2018年1月，被列為慶尚南道紀念物第289號。同年7月，通度寺與其他六座山寺以「山寺，韓國的山中寺院」名稱申請，獲得世界遺產委員會通過，成為韓國第13個世界遺產。

## 簡介
通度寺，或稱靈鷲山通度寺，位於慶尚南道梁山市下北面的靈鷲山南麓。根據三國遺事記載，通度寺始建於新羅善德女王十五年（西元646年），為慈藏律師所創建。通度寺因寺院所在山脈狀似佛陀現身說法的印度靈鷲山，欲成為僧侶者皆需通過戒壇，通達萬法，濟度一切眾生，而得名為「通度寺」。
通度寺為韓國三大名寺（三寶寺）之一，除了通度寺之外，另兩座名寺為海印寺與松廣寺。佛教的三寶為佛寶、法寶、僧寶，三寶寺各代表三寶的其中之一：通度寺為佛寶、海印寺為法寶（收藏高麗大藏經，傳播佛法）、松廣寺為僧寶（高僧輩出，前後出現16位國師）。慈藏律師在善德女王七年（西元638年）赴唐留學，在五台山修行，獲授佛祖頂骨舍利、使用過的缽和袈裟，善德女王十五年（西元646年）歸國，創建通度寺以安奉佛祖舍利，因而通度寺被稱為佛寶寺院。
通度寺數次遭受戰火毀壞，目前建築共有65棟、580個房間，其中大光明殿（韓國寶物第1827號）重建於高麗時代末期，其餘建築為朝鮮宣祖（西元1567－1608年）與朝鮮仁祖（西元1623－1649年）時期所重建。通度寺有韓國國寶第290號「大雄殿和金剛戒壇」以及其他一百多件受保護的文物。

## 重要文物

### 大雄殿和金剛戒壇
大雄殿和金剛戒壇始建於新羅善德女王十五年（西元646年），萬曆朝鮮之役（韓語：임진왜란，1592－1598）毀壞後，於朝鮮仁祖二十三年（西元1645年）重建，1997年1月被指定為韓國國寶第290號。
大雄殿以內部沒有佛像而聞名，其原因為在其側面的金剛戒壇內已供奉了釋迦牟尼佛的真身舍利、缽和袈裟，因此在大雄殿內不需要再塑造其他形象來代表佛陀。

### 其他重要文物
通度寺除了大雄殿和金剛戒壇列為韓國國寶，其他尚有19項次一級的韓國寶物，以及數十件慶尚南道有形文化財。19項韓國寶物包括：
| No. | 寶物名稱                           | 寶物編號 | 參考資料 |
| --- | ---------------------------------- | -------- | -------- |
| 1   | 通度寺銅鍾                         | 第11-6號 | [ 9 ]    |
| 2   | 國長生石標                         | 第74號   | [ 10 ]   |
| 3   | 靑銅銀入絲香垸                     | 第334號  | [ 11 ]   |
| 4   | 奉鉢塔                             | 第471號  | [ 12 ]   |
| 5   | 靈山殿八相圖                       | 第1041號 | [ 13 ]   |
| 6   | 大光明殿三身佛圖                   | 第1042號 | [ 14 ]   |
| 7   | 釋迦如來掛佛幀                     | 第1350號 | [ 15 ]   |
| 8   | 掛佛幀                             | 第1351號 | [ 16 ]   |
| 9   | 華嚴幀                             | 第1352號 | [ 17 ]   |
| 10  | 靈山會上幀                         | 第1353號 | [ 18 ]   |
| 11  | 靑銅銀入絲香垸                     | 第1354號 | [ 19 ]   |
| 12  | 金銅天文圖                         | 第1373號 | [ 20 ]   |
| 13  | 通度寺三層石塔                     | 第1471號 | [ 21 ]   |
| 14  | 阿彌陀如來說法圖                   | 第1472號 | [ 22 ]   |
| 15  | 靈山殿壁畫                         | 第1711號 | [ 23 ]   |
| 16  | 靑銅銀入絲香垸                     | 第1735號 | [ 24 ]   |
| 17  | 銀製鍍金阿彌陀如來三尊像與腹藏遺物 | 第1747號 | [ 25 ]   |
| 18  | 靈山殿                             | 第1826號 | [ 26 ]   |
| 19  | 大光明殿                           | 第1827號 | [ 27 ]   |

## 世界遺產登錄
第42屆世界遺產委員會會議在2018年6月至7月，於巴林首都麥納瑪召開，由韓國申報的項目「山寺，韓國的山中寺院」經大會通過，成為韓國第13個世界遺產，包括通度寺、浮石寺、法住寺、大興寺、鳳停寺、麻谷寺、仙巖寺。通度寺的世界遺產編號為1562-001號。
该世界遗产被认为满足世界遺產登錄基準中的以下基準而予以登錄：
- （iii）呈现有关现存或者已经消失的文化传统、文明的独特或稀有之证据。

| 世界遺產編號 | 名稱   | 所在地                | 保護範圍 | 緩衝範圍  |
| ------------ | ------ | --------------------- | -------- | --------- |
| 1562-001     | 通度寺 | 35°29'17"N 129°3'56"E | 7.87公頃 | 84.14公頃 |

## 圖集

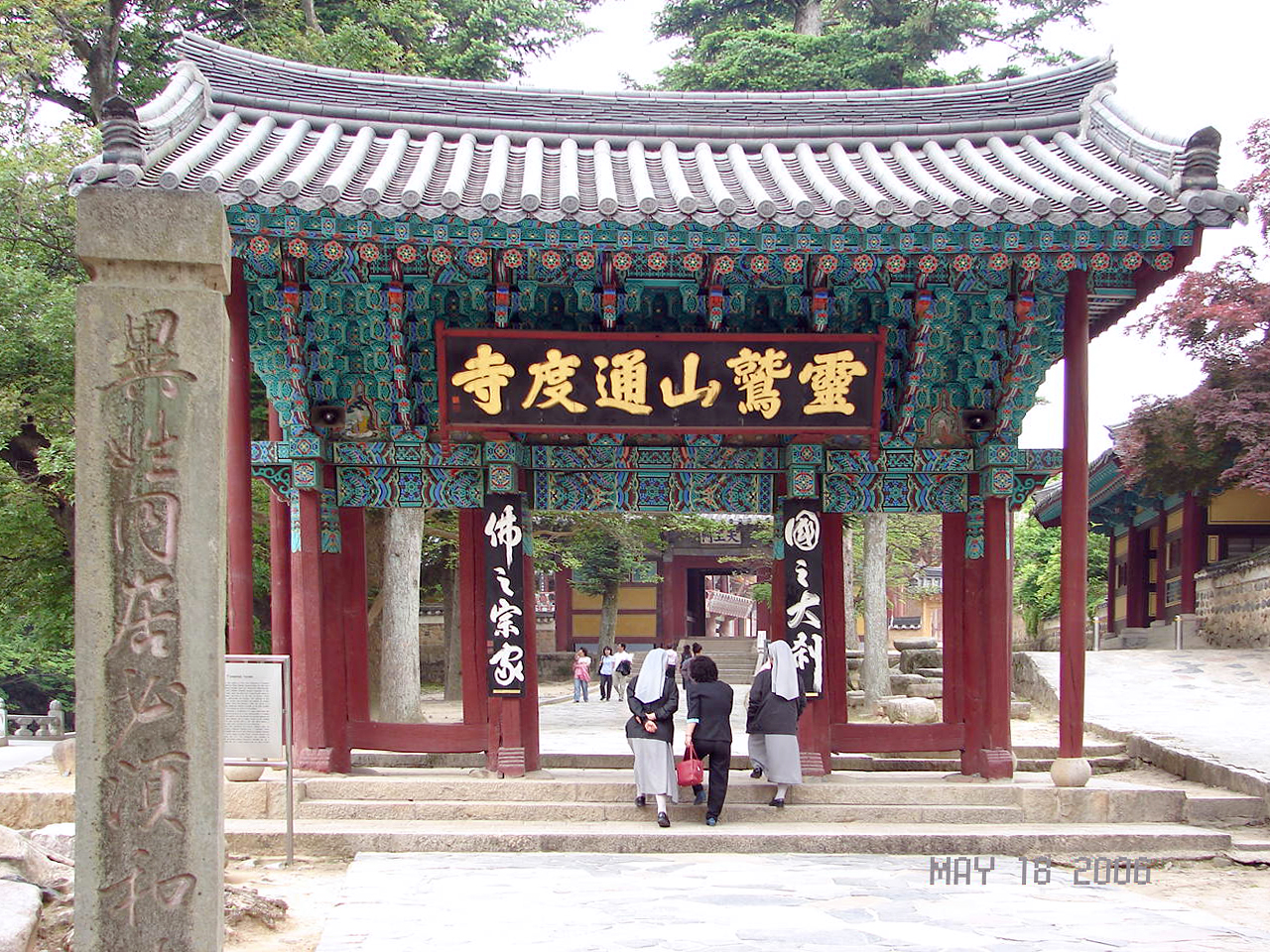
通度寺山門
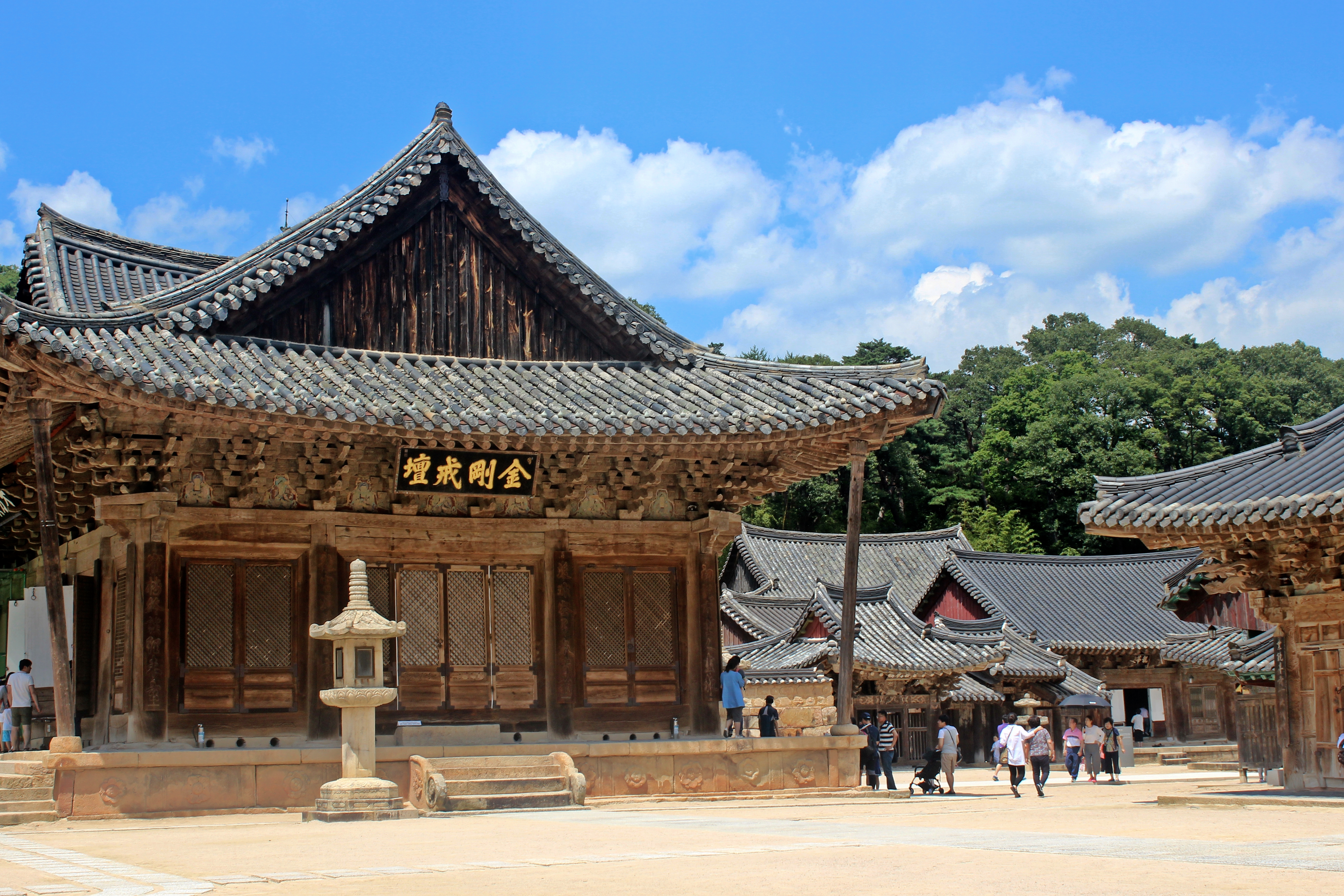
通度寺金剛戒壇（韓國國寶第290號）
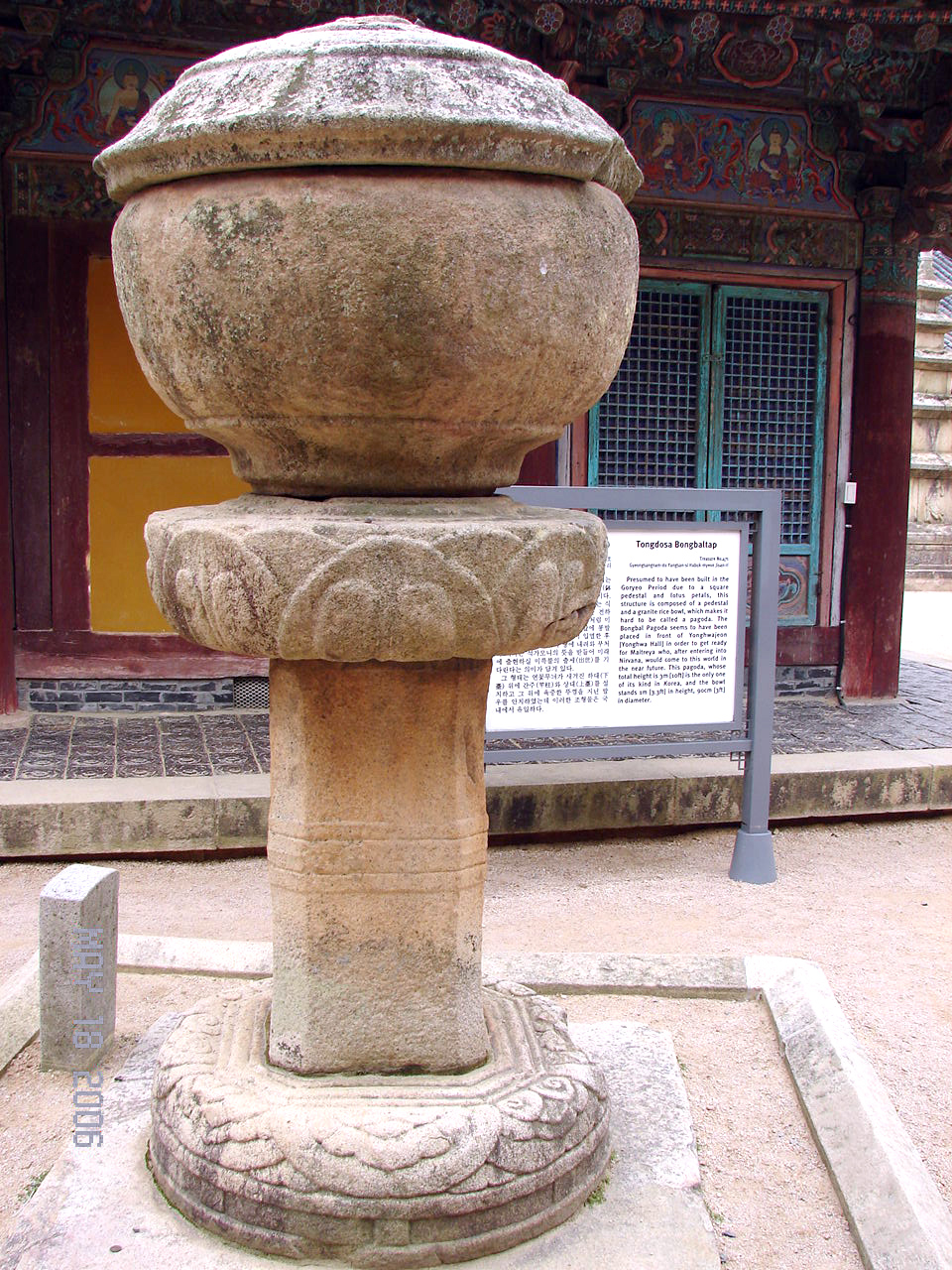
通度寺奉鉢塔（韓國寶物第471號）
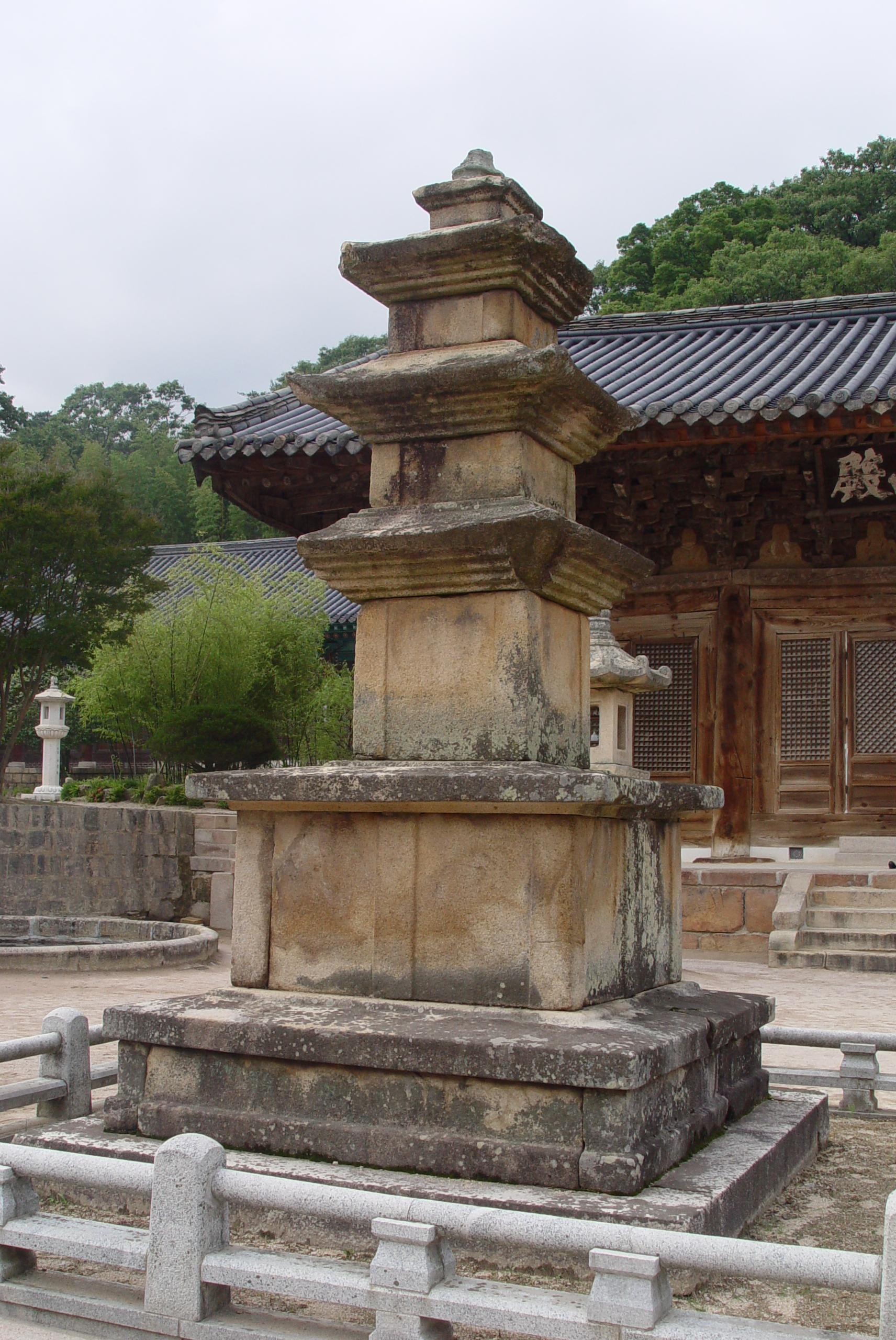
通度寺三層石塔（韓國寶物第1471號）
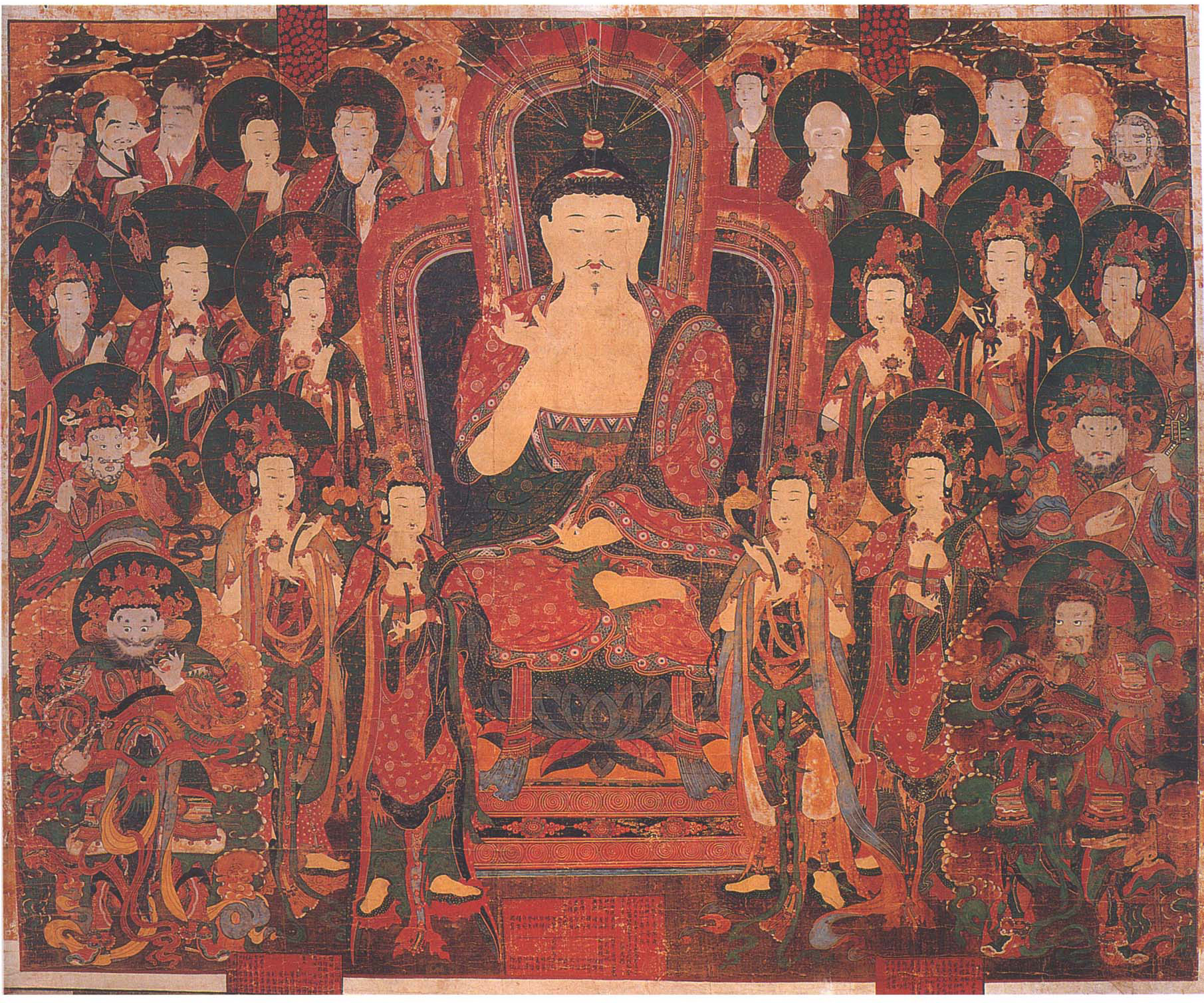
通度寺阿彌陀如來說法圖（韓國寶物第1472號）
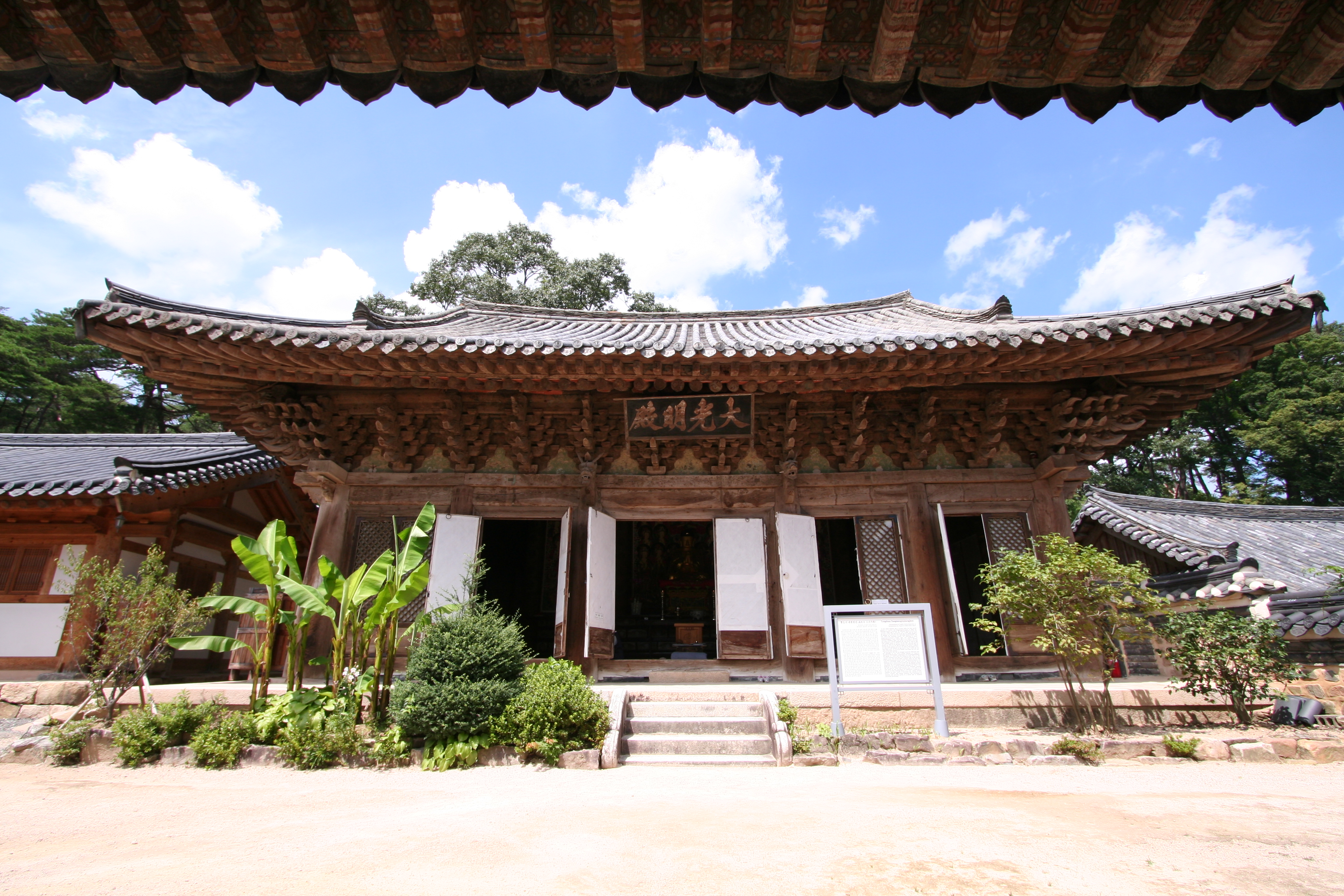
通度寺大光明殿（韓國寶物第1827號）

## 外部連結
- （英文）通度寺官方網站 （页面存档备份，存于）